# ぼっしぃ
ぼっしぃ（8月10日 - ）は、日本の漫画家・イラストレーター。

## 作風
成人向け漫画を多く描いている。童顔調の絵柄が持ち味。

## 作品リスト

### 単行本
1. 『水着彼女』[3] 2007年7月28日発売、ワニマガジン社〈ワニマガジンコミックススペシャル〉、ISBN 978-4-86-269027-2
2. 『お嬢様はHがお好き』[4] 2008年12月24日発売、ワニマガジン社〈ワニマガジンコミックススペシャル〉、ISBN 978-4-86-269077-7
3. 『ちゅーちゅーちぇりー』[5] 2010年8月10日発売[6]、ワニマガジン社〈ワニマガジンコミックススペシャル〉、ISBN 978-4-86-269134-7
4. 『Radical GoGo Baby!』[7] 2011年9月30日発売[6]、ワニマガジン社〈ワニマガジンコミックススペシャル〉、ISBN 978-4-86-269174-3
5. 『桃尻女子』[8] 2012年7月31日発売[9]、ワニマガジン社〈ワニマガジンコミックススペシャル〉、ISBN 978-4-86-269209-2
6. 『ふた部!MIX』 2014年5月23日発売[10]、茜新社〈TENMA COMICS〉、ISBN 978-4-86349-412-1
7. 『あそべるカラダ』[11] 2014年12月19日発売[12]、ワニマガジン社〈ワニマガジンコミックススペシャル〉、ISBN 978-4-86-269345-7
8. 『水泳部のサキュバス達』[13] 2019年12月27日発売[14]、ワニマガジン社〈ワニマガジンコミックススペシャル〉、ISBN 978-4-86-269686-1
  - 水泳部のサキュバス達 1 - 3 （COMIC快楽天 2019年7, 9, 11月号）
  - サマーとりかえっこ （COMIC快楽天 2018年9月号）
  - 黒の誘惑 （COMIC快楽天 2015年2月号）
  - スペルマティック ウェディング （COMIC失楽天 2012年11月号）
  - ぱんつ♡らいん （COMIC快楽天 2015年11月号）
  - アフターサマーあふたー （COMIC快楽天 2016年1月号）
  - なやませ♡Devil （COMIC快楽天 2015年6月号）
  - まりあ先生は教育熱心 （COMIC失楽天 2017年2月号）
  - Super English teacher X （COMIC快楽天 2018年12月号）
  - ぐらどるあるあるっ！ （COMIC はぴにんぐ Vol.1）
  - 103の秋月さん （COMIC快楽天 2018年1月号）
  - 201の沢渡さん （COMIC快楽天 2018年5月号）
  - ごはんと私 （COMIC快楽天 2018年7月号）
  - 楽園のわるい子たち （COMIC快楽天 2019年5月号）

### アダルトアニメ
※『水着彼女』と『お嬢様はHがお好き』のアダルトアニメは各ページを参照。
- 『ふた部！前編』 2014年2月21日発売[15]、メディアバンク〈WHITE BEAR〉、JAN 4562109582659
- 『ふた部！後編』 2014年5月2日発売[16]、メディアバンク〈WHITE BEAR〉、JAN 4562109582673
- 『ふた部！！万裸温泉合宿編』 2015年2月20日発売[17]、メディアバンク〈WHITE BEAR〉、JAN 4562109582734
- 『ふた部！！日米ふたなり決戦』 2015年5月1日発売[18]、メディアバンク〈WHITE BEAR〉、JAN 4562109582758
- 『ふた部！MIX ～ふたなりワールド～』 2015年6月26日発売[19]、メディアバンク〈Queen Bee〉、JAN 4562109581997
- 『ふた部！完全版1』 2019年6月14日発売[20]、メディアバンク〈WHITE BEAR〉、JAN 4562109583014
- 『ふた部！！完全版2』 2019年11月22日発売[21]、メディアバンク〈WHITE BEAR〉、JAN 4562109583038